# Bossangoa
Bossangoa is een stad in het westen van de Centraal-Afrikaanse Republiek, en tevens de hoofdstad van de prefectuur Ouham. Het ligt aan de Ouham rivier. De stad heeft een klein vliegveld. In 1901 en 1905 was de stad middelpunt van rebbelie tegen de Franse machthebbers.